# Drift Prairie

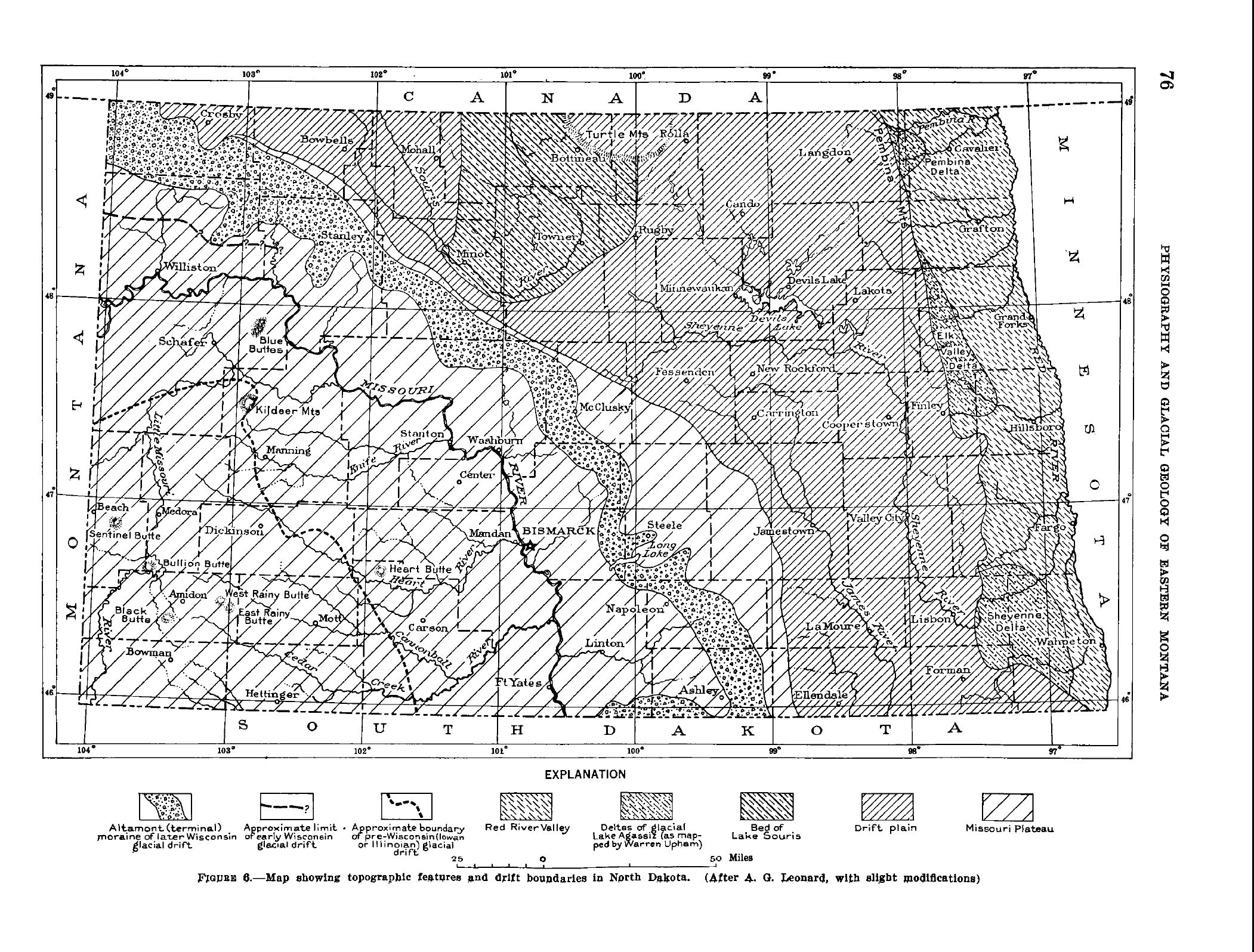
Landschaften in North Dakota

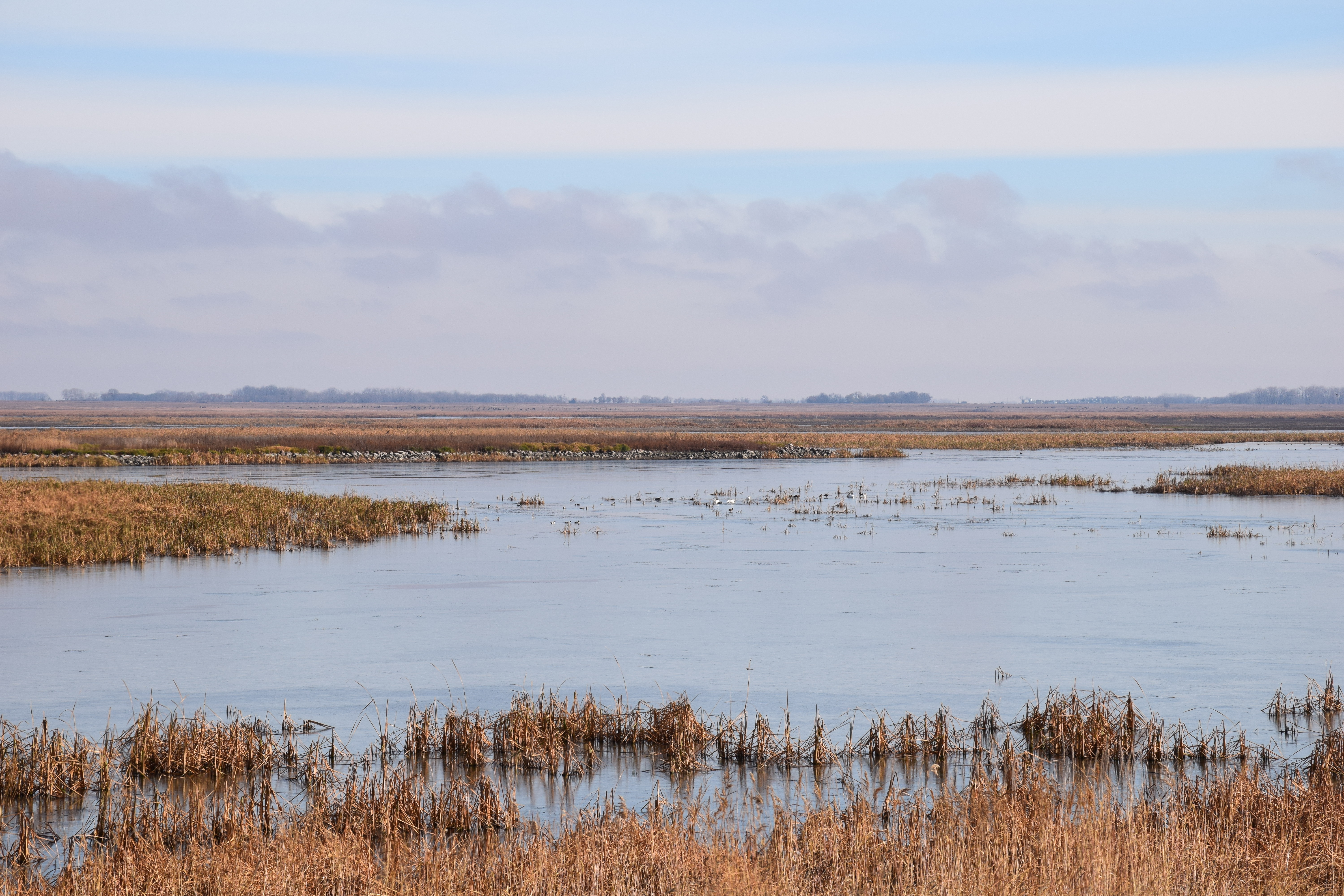
See im J. Clark Salyer National Wildlife Refuge, Bottineau County

Die Drift Prairie ist eine Prärielandschaft in North Dakota und South Dakota. Sie liegt zwischen dem Tal des Red River of the North im Osten und den Hochebenen Coteau du Missouri und Coteau des Prairies im Westen und Süden. Im Norden der Drift Prairie liegen die Turtle Mountains und die kanadische Grenze. Die Landschaft entstand in der letzten Eiszeit, als die Gletscher nach Süden ausbreiteten. Die Moränenlandschaft besteht aus flachen Hügeln und Seen und gehört damit zur Prairie Pothole Region.
Die Drift Prairie ist eine Mischgrasprärie und bildet den Übergang zwischen der feuchteren Hochgrasprärie im Osten und der trockeneren Kurzgrasprärie der Great Plains. Sie bildet den US-amerikanischen Teil der sogenannten Northern Mixed Grasslands oder Northern Glaciated Plains.
Die größten Flüsse in der Drift Prairie sind der Souris River, der Sheyenne River und der James River. Einige Seen, wie der Devils Lake, haben keinen Abfluss, sind also endorheisch und salzig.